# Miami Sol
Le Miami Sol sono state una delle squadre di pallacanestro della WNBA (Women's National Basketball Association), il campionato professionistico femminile degli Stati Uniti d'America.

## Storia ai play-off
- Apparizioni play-off: 2001
- Titoli di conference: nessuno
- Titoli WNBA: nessuno

## Record stagione per stagione
| Disputa Playoff | Campione di Conference | Campione WNBA |

| Stagione  | V  | P  | %    | Playoff                              | Risultato                            |
| --------- | -- | -- | ---- | ------------------------------------ | ------------------------------------ |
| Miami Sol |    |    |      |                                      |                                      |
| 2000      | 13 | 19 | 62,5 |                                      |                                      |
| 2001      | 20 | 12 | 62,5 | Perde le semifinali di Conference    | Miami 1, New York 2                  |
| 2002      | 15 | 17 | 56,3 |                                      |                                      |
| Totale    | 48 | 48 | 50,0 |                                      |                                      |
| Play-off  | 1  | 2  | 33,3 | 0 Titoli WNBA 0 Titoli di Conference | 0 Titoli WNBA 0 Titoli di Conference |